# Ulica Kiełbaśnicza we Wrocławiu

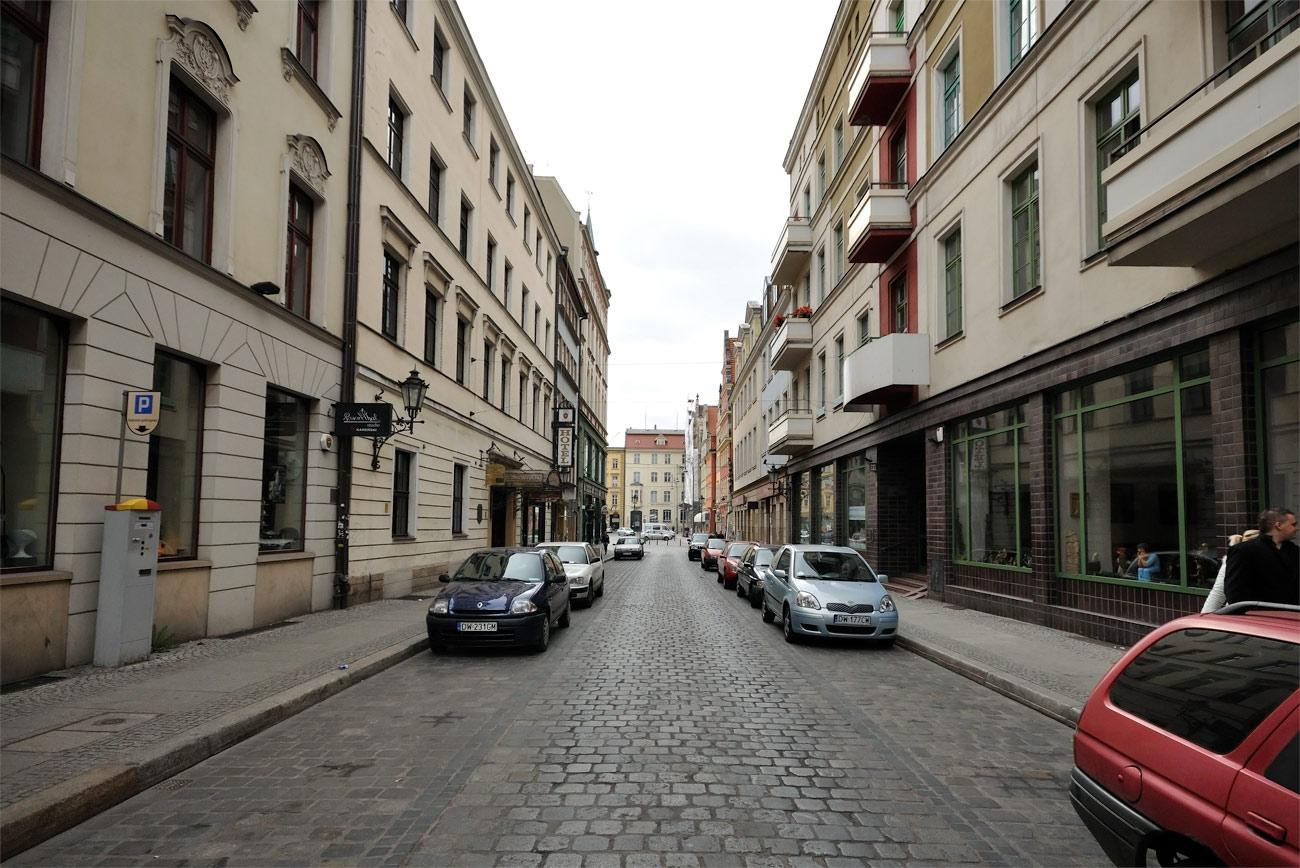
Początek ulicy, w tle plac Solny

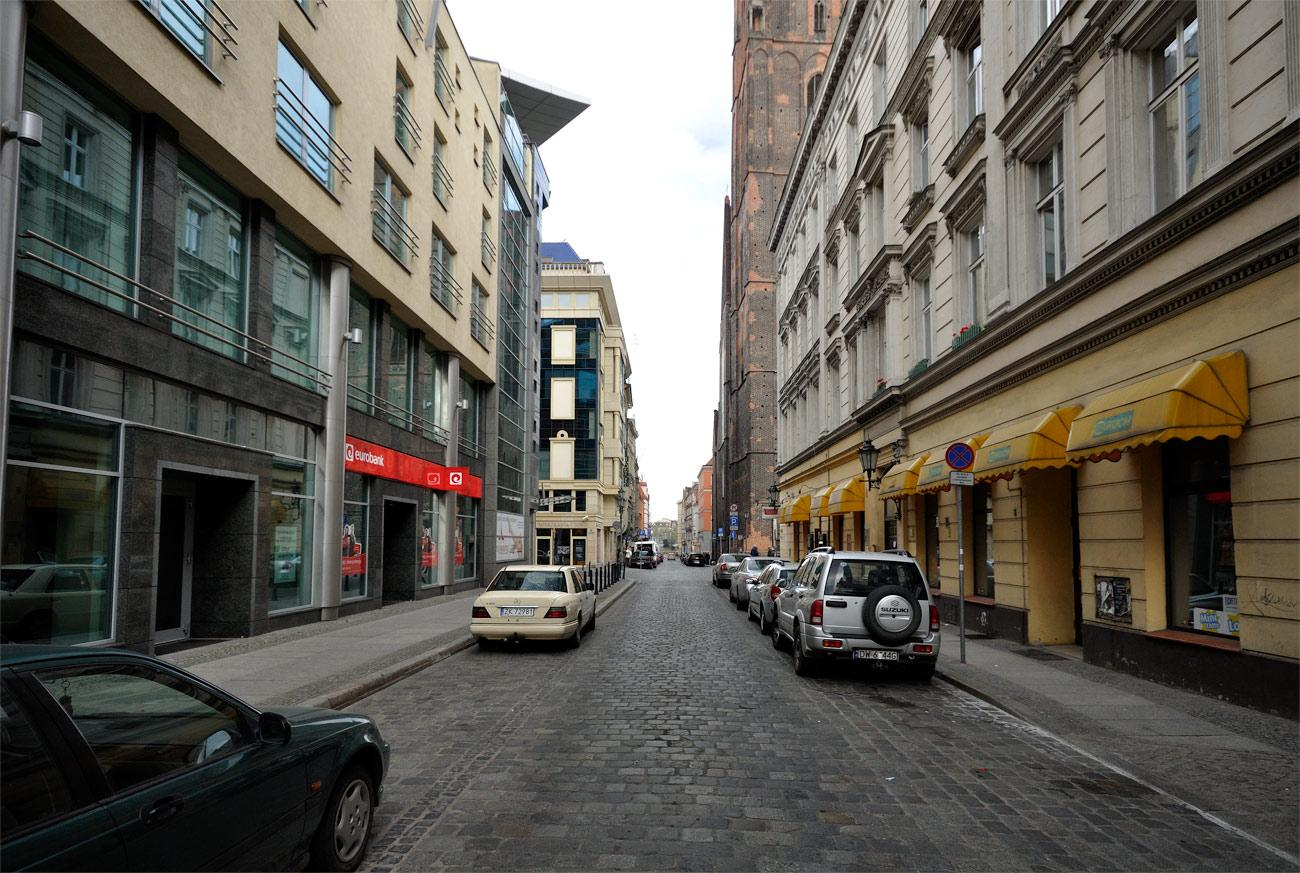
Przed skrzyżowaniem z ul. św. Mikołaja

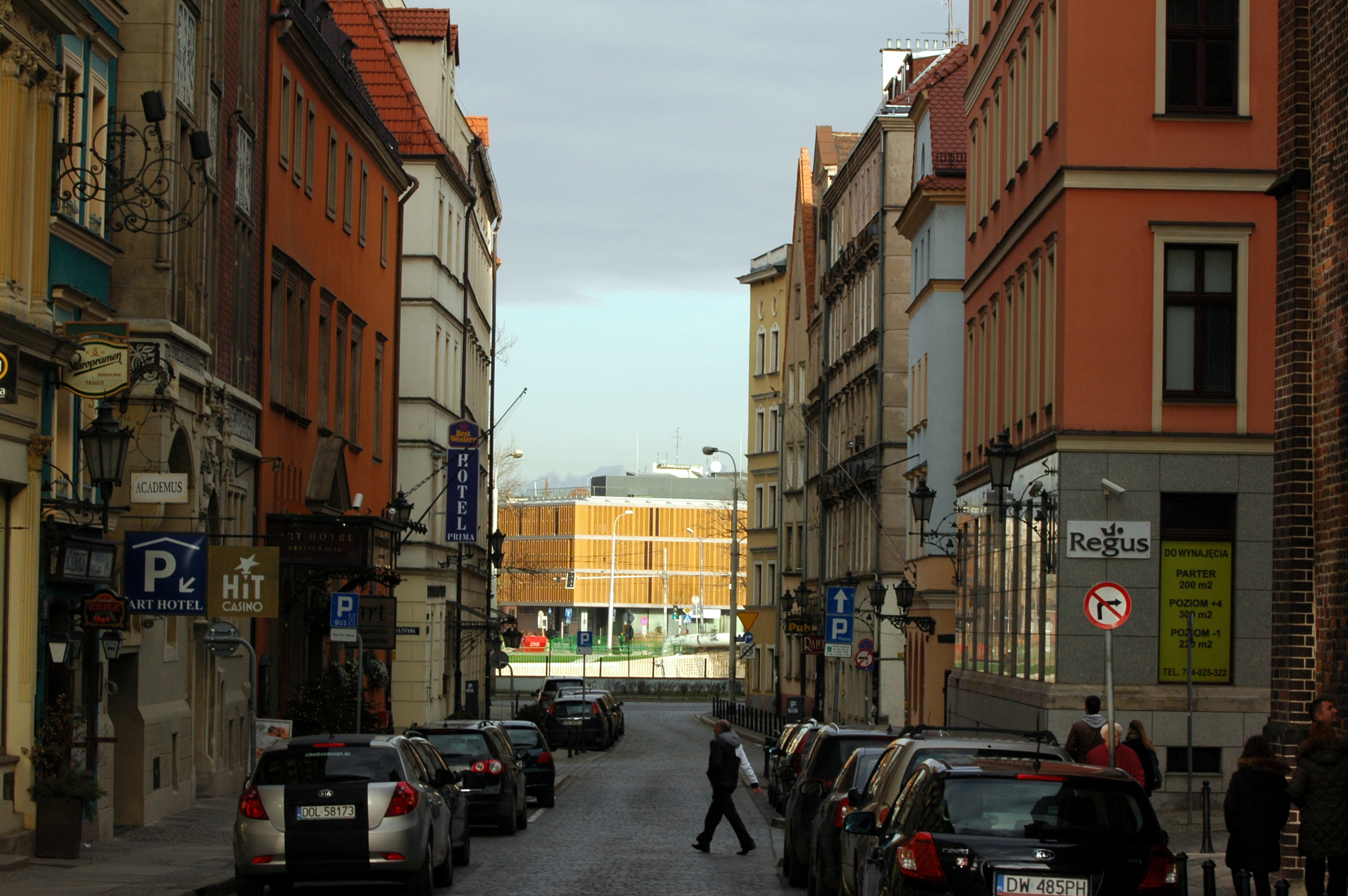
Koniec ulicy

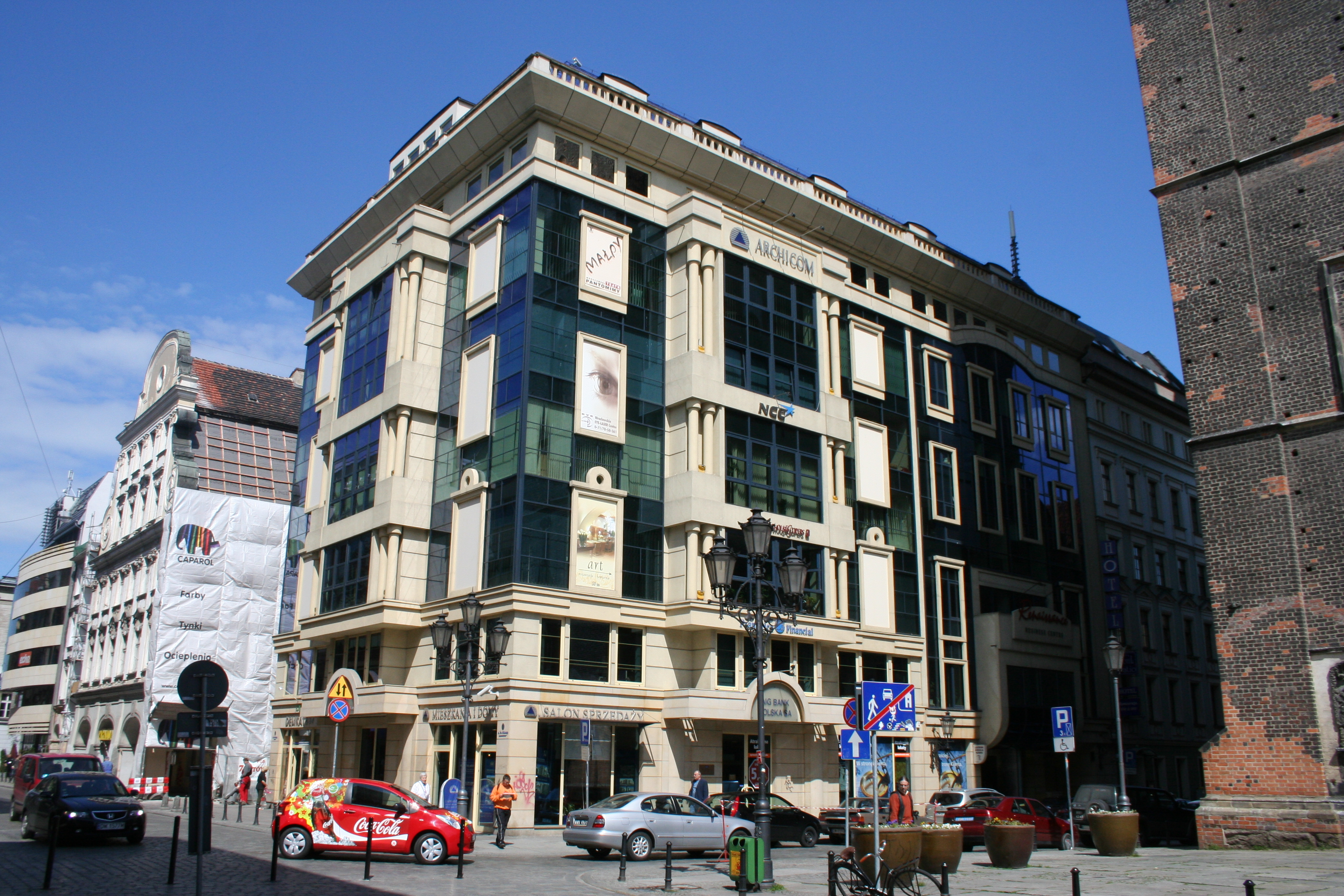
Współczesna zabudowa uzupełniająca

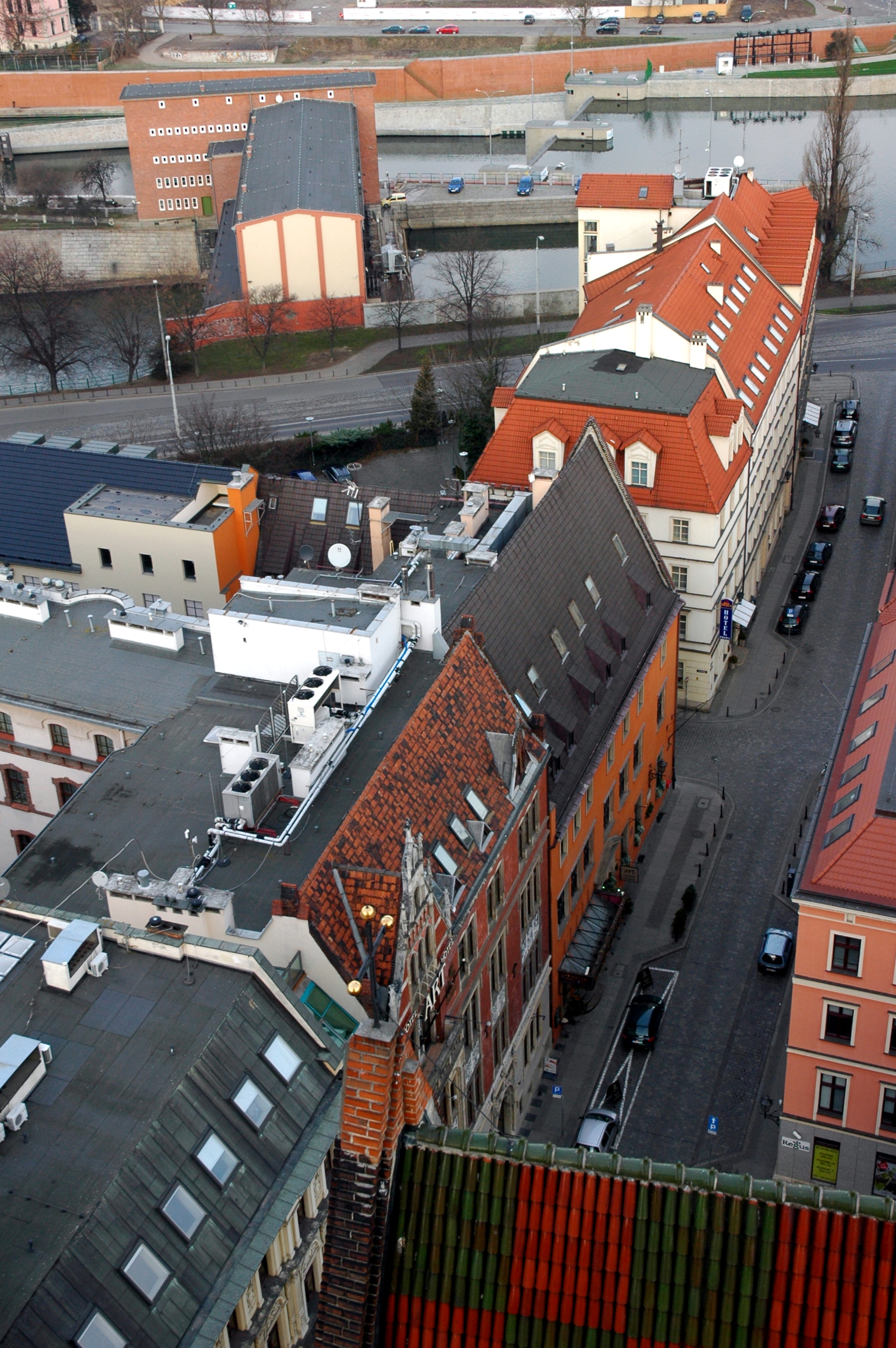
Ul. Kiełbaśnicza i elektrownia

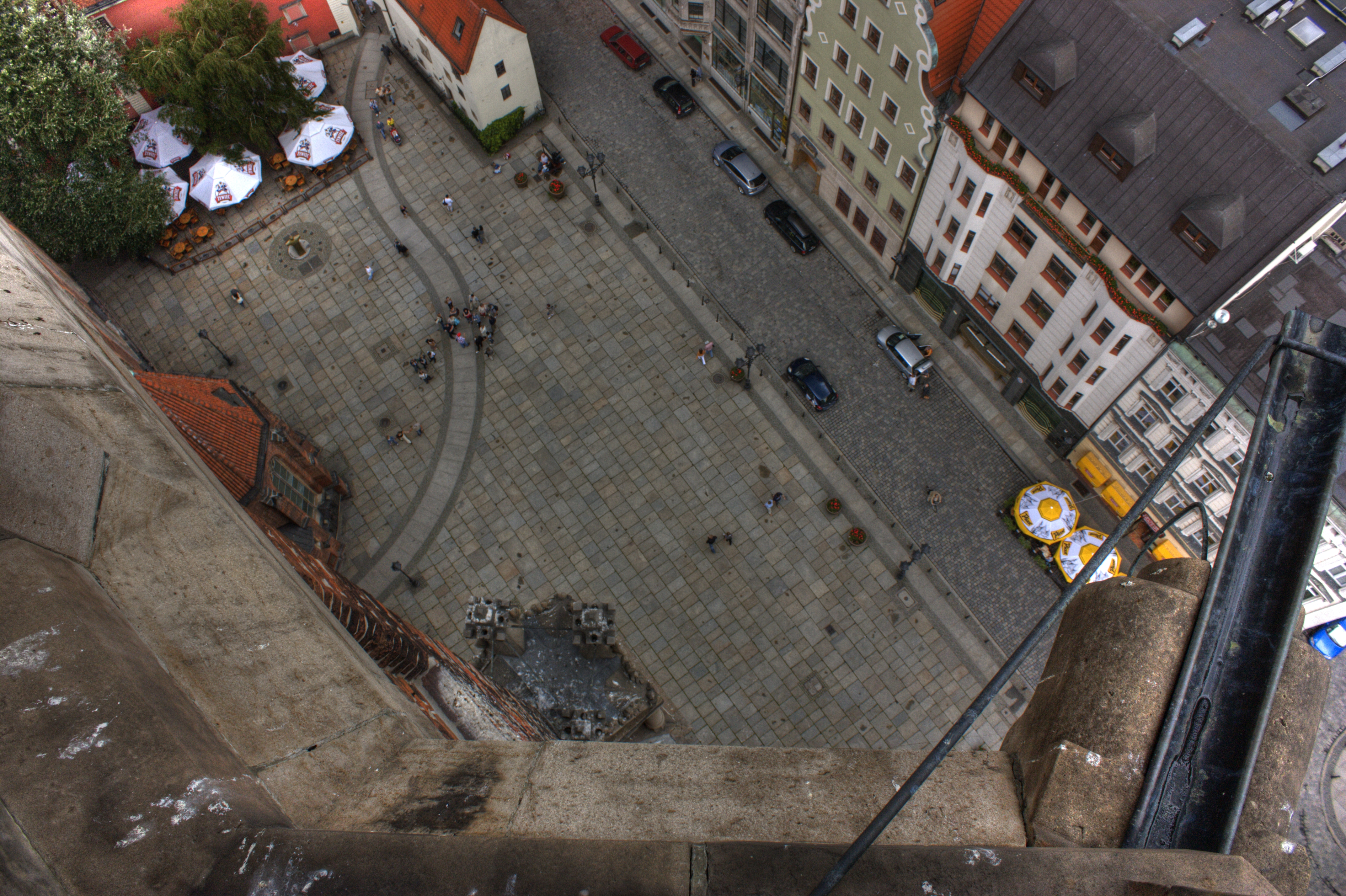
Plac przy kościele

Ulica Kiełbaśnicza (j. nie. Herrenstrasse) – ulica położona we Wrocławiu na Starym Mieście. Łączy plac Solny i ulicę Ruską z ulicą Grodzką i ulicą Nowy Świat. Ma 364 m długości.

## Historia
Lokacja ulicy miała miejsce około 1242 roku. Wschodnia pierzeja ulicy jako położona z tyłu zachodniej zabudowy Rynku włączona była do wielkich posesji patrycjuszowskich, a wschodnia podobnie stanowiła część zatylną posesji przy ulicy Rzeźniczej. Na tym odcinku zabudowę stanowiła oficyny dla posesji położonych przy innych, równoległych ulicach i placach i z tego względu ulica nie miała nazwy. Zabudowa murowana pojawiła się przy ulicy już od końca XIII wieku na posesjach numer 5 i 7, a pod numerem 20 znajdowała się kamienica należąca do największych w mieście.
Jej południowa część równoległa do Rynku (od współczesnej ulicy Ruskiej i placu Solnego do ulicy Świętego Mikołaja) zamieszkiwana była przez bogatsze warstwy społeczne i rajców.
Na początku XIII wieku rozpoczęto budowę kościoła św. Elżbiety przylegającego do ulicy Kiełbaśniczej zachodnią elewacją na odcinku od ulicy św. Mikołaja do ulicy Świętej Elżbiety, który od 1253 roku należał do krzyżowców z czerwoną gwiazdą.
Ulica biegła do murów miejskich okalających miasto od północy, przy rzece Odrze. W 1368, na osi ulicy Kiełbaśniczej przebito w tych murach furtę zwaną młyńską, od położonych naprzeciwko ulicy przy Kępie Mieszczańskiej młynów i urządzeń przemysłowych; w 1581 roku dobudowano wieżę z przejazdem. Furta rozebrana została na początku XIX wieku.
W czasie oblężenia miasta w 1945 roku podczas działań wojennych część zabudowy ulicy uległa zniszczeniu. Mimo to zachowały się lub odbudowano część budynków, w tym znaczące kamienice świadczące o dawanej świetności zabudowy. Od 1966 r. od skrzyżowania ulicy Kiełbaśniczej i Grodzkiej wybudowano ulicę Nowy Świat do ulicy Kazimierza Wielkiego.

## Nazwy
W swojej historii ulica nosiła następujące nazwy: 
- „poprzeczna ulicy Ruskiej”, „poprzeczna jak się idzie od Św. Elżbiety na ul. Ruską”, „jak się idzie od placu Solnego do kościoła”[4]
- odcinek od ulicy Ruskiej do ulicy Świętego Mikołaja  – Pańska (Herrenstrasse), od 1420 roku do 1824 roku[2][4]
- odcinek na północ od ulicy Świętego Mikołaja 
  - Przy Furcie Młyńskiej, do XVI wieku[2]
  - Młyńska (Mühlgasse) od XVI wieku do XVIII wieku[2][4][7]
  - Kiełbaśnicza (Wurstgasse), od XVI wieku[2] (1522 rok[4]) do XVIII wieku, nazwa pojawiająca się sporadycznie[2]
  - Windgasse, od XVIII wieku do 1824r.[2]
  - Książęca (część), od połowy XVIII wieku[4]
- fragmenty ulicy w rejonie kościoła Św. Elżbiety[4]:
  -     - „przy kościele”
    - „przy cmentarzu Św. Elżbiety”
    - Wietrzna
    - Parafialna
- Herrenstrasse (Pańska), dla całości od 1824 roku do 1945 r.[2][5],
- Pańska, 1945–1946 r.[2][4][5]
- Kiełbaśnicza, od 1945 r.[1][2].

Nazwa Herrenstrasse (Pańska) obowiązywała dla części ulicy od 1420 roku, a dla całej od 1924 roku. Jej źródłem był fakt, że zamieszkiwali tu rajcy i przedstawiciele warstwy bogatej, w tym powstały bogate domy patrycjatu miejskiego. Natomiast nazwa Przy Furcie Młyńskiej odnosiła się do furty w północnych murach miejskich prowadzącej do młynów, a kolejna nazwa – Młyńska  (Mühlgasse)  –  nawiązywała już bezpośrednio  do znajdujących się naprzeciwko jej wylotu zespołu młynów, później zastąpionych elektrownią wodną Wrocław I. Współczesna nazwa ulicy została nadana przez Zarząd Miejski i ogłoszona w okólniku nr 94 z 20.12.1945 r. i nawiązuje do sporadycznie pojawiającej się od XVI wieku do XVIII wieku nazwy Wurstgasse, wywodzącej się od pobliskich jatek i rzeźni.

## Układ drogowy
Do ulicy przypisana jest droga gminna o długości 364 m, o dominującym ruchu pieszym, z wyłączeniem północnego odcinka klasy dojazdowej (do ulic Łaziennej i Malarskiej do ulic Nowy Świat i Grodzkiej).
Ulice i place powiązane z ulicą Kiełbaśniczą:
- skrzyżowanie
  - plac Solny[1][3][15]
  - ulica Ruska[2][16]
- pasaż: Pasaż pod błękitnym słońcem[17] [18]
- skrzyżowanie: ulica Świętego Mikołaja[19]
- skrzyżowanie: ulica Świętej Elżbiety[20]
- deptak: Stare Jatki[4]
- skrzyżowanie: ulica Łazienna[21]
- skrzyżowanie: ulica Malarska[22]
- skrzyżowanie:
  - ulica Grodzka[1][2][23]
  - ulica Nowy Świat[23][24]
  - most dojazdowy Elektrowni Wodnej Wrocław I (Most dojazdowy w zespole budowlanym Elektrowni Wodnej Południowej)[12].

## Zabudowa i zagospodarowanie
Ulica Kiebłaśnicza jest zabudowana po obu jej stronach zabudową pierzejową, ciągłą, z wyłączeniem odcinka pomiędzy ulicą św. Mikołaja i św. Elżbiety, gdzie wokół położonego tu kościoła garnizonowego pw. św. Elżbiety, zachowano plac przykościelny (całość ok. o pow. 0,53 ha, z zakazem zabudowy i ruchu kołowego). Zabudowa ta obejmuje liczne zachowane bądź odbudowane budynki zabytkowe, wykazane w rozdziale "Ochrona i zabytki", oraz współczesną zabudowę uzupełniającą. Uwzględnia ona, szczególnie w parterach tych obiektów, wymogi tworzenia lokali usługowych, gastronomicznych itp. Takie przeznaczenie uwzględniano także przy remontach i przebudowach istniejącej zabudowy, dzięki czemu powstały liczne lokale pełniące rolę centrotwórczą. Przy ulicy znajduje się kilka hoteli: Art Hotel, Hotel Patio, Hotel Prima Best Western, Dwór Polski . Kościół pw. Św. Elżbiety stanowi dominantę wysokościową w zabytkowym zespole kompozycyjnym.

## Ochrona i zabytki
Obszar, na którym położona jest ulica Więzienna podlega ochronie w ramach zespołu urbanistycznego Starego Miasta z XIII-XIX wieku, wpisanego do rejestru zabytków pod nr rej.: 196 z 15.02.1962 oraz A/1580/212 z 12.05.1967 r.. Ponadto ochroną objęto obszary przy Rynku ograniczone ulicą Kiełbaśniczą, św. Mikołaja i placem Solnym: blok zachodni  (budynki wraz z oficynami i przejściami wewnętrznymi) pod nr rej.: A/1574/348/Wm z 21.01.1977 r. oraz strefa podziemna wymienionego bloku zachodniego pod nr rej.: A/1577/409/Wm z 9.03.1981 r.. Inną formą ochrony tych obszarów jest ustanowienie historycznego centrum miasta, w nieco szerszym obszarowo zakresie niż wyżej wskazany zespół urbanistyczny, jako pomnik historii  . Samo miasto włączyło ten obszar jako cenny i wymagający ochrony do Parku Kulturowego "Stare Miasto", który zakłada ochronę krajobrazu kulturowego oraz uporządkowanie, zachowanie i właściwe kształtowanie krajobrazu kulturowego i historycznego charakteru najstarszej części miasta . Ochronę narzucają także miejscowe plany zagospodarowania przestrzennego. Sytuowanie nowej zabudowy może być dokonywane wyłącznie po sporządzania planów szczegółowej rewaloryzacji. Ochronie podlegają także panoramy i osie widokowe, np. na Kościół św. Elżbiety. Ponadto postuluje się odtworzenie przebiegu dawnej ulicy Garbary, w posadzce, w formie ciągu pieszego, z wykonaniem nawierzchni z materiału kamiennego, od ulicy Kiełbaśnicznej do ulicy Odrzańskiej
Przy ulicy i w najbliższym sąsiedztwie znajdują się następujące zabytki:
| obiekt, położenie | powstanie, nr rej. | foto |
| --- | --- | ---- |
| Pierzeja wschodnia | |      |
| Kamienica z lokalami usługowymi pl. Solny 5 | ok. 1870 r., 1927 r., po 1945 r. (rekonstrukcja) 1900-1927 A/2081/521/Wm z dn. 28.06.1993 r.                                                               |      |
| Kamienica, ob. budynek mieszkalny z usługowym parterem ul. Kiełbaśnicza 1a | GEZ |      |
| Kamienica, ob. Hotel Dwór Polski ul. Kiełbaśnicza 2 | XIV w., 1 poł. XIX w., ok. 2000 r. poł. XIX w. A/2707/261 z dn. 30.12.1970                                                                                 |      |
| Kamienica, ob. budynek biurowo-handlowy Pasaż pod Błękitnym Słońcem ul. Kiełbaśnicza 3-4 | XV w., XVIII w., ok. 2000 r. XVIII w. A/2327/62 z dn. 25.01.1962                                                                                           |      |
| Kamienica, ob. budynek mieszkalny z usługowym parterem ul. Kiełbaśnicza 5 | XVIII w., l. 1986-1988 XVIII w. A/4022/63 z dn. 25.01.1962                                                                                                 |      |
| Kamienica, ob. budynek mieszkalny z usługowym parterem ul. Kiełbaśnicza 6 | XVI w., XVIII w., l. 1986-1988 XVIII w. A/1569/64 z dn. 25.01.1962                                                                                         |      |
| Kamienica, ob. budynek mieszkalny z usługowym parterem ul. Kiełbaśnicza 7 | ok. 1900 r., 1975 r., 1987 r. gez, mpzp |      |
| Kamienica, ob. budynek usługowo-administracyjno-mieszkalny ul. Kiełbaśnicza 7a (ul. św. Mikołaja 77) | XIV w., XVI w., XVIII w., 1860 r., remont 1976 r., ok. 2000 r. XIV w., 1860 r. A/1572/562/Wm z dn. 03.06.1996                                              |      |
| Kościół farny pw. św. Elżbiety, ob. kościół garnizonowy pw. św. Elżbiety ul. św. Elżbiety | pocz. XIV w., l. 1384-1387, poł. XV w., l. 1531-1535, 1598 r., l. 1856-1857 (renowacja) XII-XV w. A/1300/25 z dn. 23.10.1961 (z 26.11.1947 i z 23.10.1962) |      |
| Gimnazjum św. Elżbiety, ob. budynek biurowy ul. św. Elżbiety 4 (ewangelickie)) | 1560 r., 1835 r., l. 1873-1883, 1903 r. 1835, 1873, 1883 r. A/992 z dn. 25.01.2007                                                                         |      |
| Kamieniczka w zespole kramów "Stare Jatki" ul. Malarska 1-2 | XIV w., XVIII w., l. 1969–1970 (odbudowa i remont), ok. 2010 r. (remont) XVII–XVIII w., po 1945 r. 122-128 z 6.12.1949 oraz A/1610/91 z dn. 12.02.1962     |      |
| Kamienica, ob. budynek mieszkalny z usługowym parterem ul. Kiełbaśnicza 12 | k. 1860-1880 r., l. 70-80. XX w.; gez, mpzp |      |
| Kamienica, ob. budynek mieszkalny z usługowym parterem ul. Kiełbaśnicza 13 | ok. 1880 r., ok. 1980 r.; gez, mpzp |      |
| Kamienica, ob. budynek mieszkalny z usługowym parterem ul. Kiełbaśnicza 14 | XVIII w., pocz. XIX w., l. 70. XX w. XVIII w. A/1570/65 z dn. 25.01.1962                                                                                   |      |
| Kamienica, ob. budynek mieszkalny z usługowym parterem ul. Kiełbaśnicza 15 | XVI w., l. 70. XX w. XVI w. A/1591/66 z dn. 06.02.1962 |      |
| Kamienica, ob. biura i pracownie (INTEGER S.A.) ul. Garbary 1 | ok. 1870 r., ok. 1970 r., ok. 2000 r. gez, mpzp |      |
| Zamknięcie osi widokowej w kierunku północnym | |      |
| Zespół budowlany Elektrowni Wodnej Południowej, ul. Nowy Świat 46 - Hala maszynowni z przybudówką od strony dolnej wody w zespole budowlanym Elektrowni Wodnej Południowej - Rozdzielnia w zespole budowlanym Elektrowni Wodnej Południowej - Most dojazdowy w zespole budowlanym Elektrowni Wodnej Południowej - Ogrodzenie ze stalową bramą w zespole budowlanym Elektrowni Wodnej Południowej | lata 1922–1924 (proj. M. Berg, L.Moshamer), lata 2014–2015 (remont, przebudowa) 1922–1924 A/1473/524/Wm z dn. 10.08.1993 r.                                |      |
| Pierzeja zachodnia | |      |
| Kamienica, ob. Hotel PRIMA BEST WESTERN z restauracją ul. Kiełbaśnicza 16 | XV w. (piwnice), 1871 r., ok. 2000 r. XV–XX w. A/1502/514/Wm z dn. 24.03.1993                                                                              |      |
| Kamienica, ob. Hotel PRIMA BEST WESTERN z restauracją ul. Kiełbaśnicza 17-18 | l. 1853-1855, ok. 2000 r. XV–XX w. A/1502/514/Wm z dn. 24.03.1993                                                                                          |      |
| Kamienica, ob. Hotel PRIMA BEST WESTERN z restauracją ul. Kiełbaśnicza 19 | ok. 1880 r., ok. 2000 r. XV–XX w. A/1502/514/Wm z dn. 24.03.1993                                                                                           |      |
| Kamienica, ob. ART HOTEL - RESTAURACJA ul. Kiełbaśnicza 20 | XV w., XVI w., XVIII w., 1820 r., ok. 2000 r. XV, XVI w. A/4021/67 z dn. 06.02.1962                                                                        |      |
| Kamienica, ob. ART HOTEL - HOTEL ul. Kiełbaśnicza 21-22 | ok. 1890 r., ok. 2000 r. gez, mpzp |      |
| Kamienica, ob. Academus Pub & Apartments ul. Kiełbaśnicza 23 | ok. 1870 r., l. 1997–1999 gez, mpzp |      |
| Kamienica, ob. HOTEL PATIO z restauracją i sklepami ul. Kiełbaśnicza 24 | ok. 1880 r., ok. 2000−2005 r. gez, mpzp |      |
| Kamienica, ob. HOTEL PATIO – hotel ul. Kiełbaśnicza 25 | ok. 1880 r., ok. 2000−2005 r. gez, mpzp |      |
| Fragment elewacji domu handlowego Bielschowsky, ob. fragment wmurowany w obiekt Wratislavia Center i Hotel Dorint ul. Kiełbaśnicza 27 | ok. 1900 r., 2001 r. gez, mpzp |      |
| Kamienica, ob. budynek biurowy ul. Kiełbaśnicza 28 | XVI w., XVIII w., 1889 r. XV, XVII-XIX w. A/5264/398/Wm z dn. 02.02.1979                                                                                   |      |
| Kamienica – siedziba redakcji gazety "Breslauer Morgenzeitung", ob. budynek mieszkalny ul. Kiełbaśnicza 29 | XIV, XVI, XVIII w., 1963 r. (odbudowa, remont) XVIII w. A/1571/68 z dn. 30.12.1970                                                                         |      |
| Kamienica "Pod Guttenbergiem", ob. budynek biurowy ul. Kiełbaśnicza 30 | ok. 1890 r., ok. 1963 r. (odbudowa) gez, mpzp |      |
| Kamienica firmy Beier & Olowinsky, ob. budynek mieszkalno-usługowy ul. Kiełbaśnicza 31 | ok. 1900 r. gez, mpzp |      |
| Kamienica "Pod Trzema Murzynami", ob. siedziba banku Millenium ul. Kiełbaśnicza 32 (ul. Ruska 1) | 2 poł. XVIII w., ok. 1880 r., ok. 1910 r. XVIII w. A/5254/254 z dn. 30.12.1970                                                                             |      |

## Wrocławskie krasnale
Wrocławskie krasnale:
- Tatuator (Tattooer), ulica Kiełbaśnicza 7[87]
- Podróżnik (Explorer), ulica Kiełbaśnicza 20, obok Art Hotelu[87]
- Chrapek (Snorer), ulica Kiełbaśnicza 24-25, wejście do Hotelu Patio[87] .